# Província de Sara

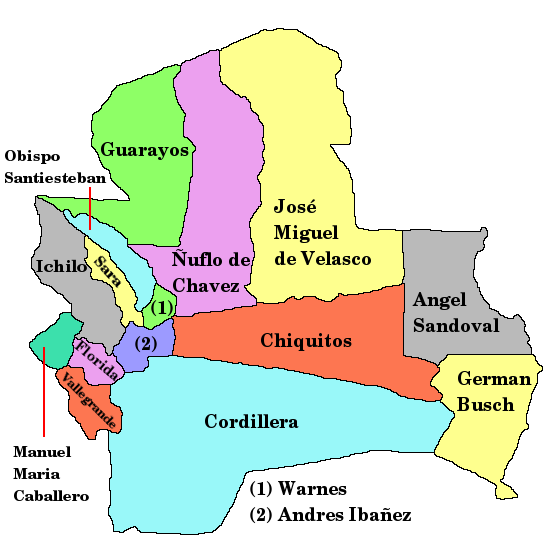
Les províncies del Departament de Santa Cruz

La província de Sara és una de les 15 províncies del Departament de Santa Cruz a Bolívia. Està dividida administrativament en tres municipis: Portachuelo (la capital), Santa Rosa del Sara i Colpa Bélgica:
La província va ser creada el 1883, durant la presidència de Narciso Campero. Rep el nom del mot amb què els primers pobladors chanés es referien al riu Sara (que significa "quietud d'aigües"), que els avá guaranís anomenaven Guapay, i els conqueridors i colonitzadors Grande.